# 1319
Пізнє Середньовіччя •  Реконкіста •  Ганза •  Авіньйонський полон пап •  Монгольська імперія

## Геополітична ситуація
Андронік II Палеолог є імператором Візантійської імперії (до 1328). За титул короля Німеччини ведуть боротьбу Фрідріх Австрійський та Людвіг Баварський. У Франції королює Філіп V Довгий (до 1322).
Апеннінський півострів розділений: північ належить Священній Римській імперії, середню частину займає Папська область, південь належить Неаполітанському королівству. Деякі міста півночі: Венеція, Піза, Генуя тощо, мають статус міст-республік. Триває боротьба гвельфів та гібелінів.
Майже весь Піренейський півострів займають християнські Кастилія і Леон, Арагонське королівство та Португалія, під владою маврів залишилися тільки землі на самому півдні. Едуард II є королем Англії (до 1327), Магнус Еріксон став королем Норвегії та Швеції.
Руські землі перебувають під владою Золотої Орди. Галицько-Волинське князівство очолюють Лев Юрійович та Андрій Юрійович, Юрій Данилович править у Володимиро-Суздальському князівстві (до 1322).
Монгольська імперія займає більшу частину Азії, але вона розділена на окремі улуси, що воюють між собою. У Китаї, зокрема, править монгольська династія Юань. У Єгипті владу утримують мамлюки. Мариніди правлять у Магрибі. Делійський султанат є наймогутнішою державою Північної Індії, а на півдні Індії панують держава Хойсалів та держава Пандья. В Японії триває період Камакура.
Цивілізація мая переживає посткласичний період. Почала зароджуватися цивілізація ацтеків.

## Події
- Трирічного Магнуса Еріксона проголошено водночас королем Норвергії та Швеції, що означало об'єднання двох країн. Регентом при ньому стала мати — Інгеборг.
- Папа римський Іван XXII буллою Ad ae exquibus схвалив утворення Ордену Христа в Португалії.
- Гібеліни знову взяли Геную в облогу з суші й з моря.
- Після смерті Вальдемара Бранденбурзького Лужиця відійшла до Іоанна Люксембурзького.
- Помер король Данії Ерік VI. Нового короля оберуть наступного року.
- Через брак робітників імператор Візантії Андронік II Палеолог заборонив землевласниками переманювати до себе париків.

## Народились
- 16 квітня — Іоанн II Добрий (Хоробрий), французький король (з 1350) з династії Валуа.